# Dicaeum retrocinctum
Dicaeum retrocinctum е вид птица от семейство Dicaeidae. Видът е световно застрашен, със статут Уязвим.

## Разпространение
Видът е разпространен във Филипините.